# ملعب نيلسون أويارزون أريناس البلدي
ملعب نيلسون أويارزون أريناس البلدي (بالإنجليزية: Estadio Municipal Nelson Oyarzún Arenas)‏ هو ملعب كرة قدم يقع في تشيلان، تشيلي، يتسع لـ 12,000 متفرج.

## التاريخ
بدأ بناء الملعب في 26 سبتمبر 2008 وافتتح في 2 نوفمبر 2008.